# Borok, Koriukivka
Borok (în ucraineană Борок) este un sat în comuna Kozîlivka din raionul Koriukivka, regiunea Cernihiv, Ucraina.

## Demografie
Componența lingvistică a localității Borok
     Ucraineană (97,96%)
     Rusă (2,04%)
Conform recensământului din 2001, majoritatea populației localității Borok era vorbitoare de ucraineană (97,96%), existând în minoritate și vorbitori de rusă (2,04%).